# Orthotrichum sinuosum
Orthotrichum sinuosum är en bladmossart som beskrevs av Jette Lewinsky 1992. Orthotrichum sinuosum ingår i släktet hättemossor, och familjen Orthotrichaceae. Inga underarter finns listade i Catalogue of Life.